# Frank Hayes (jóquei)
Frank Hayes (1901 - 4 de junho de 1923) foi um jóquei que, em 4 de junho de 1923, ganhou uma corrida com obstáculos, apesar de sofrer um ataque cardíaco fatal na parte final da corrida na pista de Belmont Park em Elmont, Nova York, EUA.

## Morte
Hayes, de vinte e dois anos, nunca havia vencido uma corrida antes e, na verdade, não era um jóquei, mas um treinador de cavalos. O cavalo, chamado Sweet Kiss, era propriedade de A. M. Frayling. Hayes aparentemente morreu em algum lugar na parte final da corrida, mas seu corpo permaneceu na sela o tempo todo. Sweet Kiss finalmente cruzou a linha de chegada, vencendo por uma cabeça com Hayes tecnicamente ainda em cima dela, tornando-o o primeiro, e até agora, o único jóquei conhecido a ter vencido uma corrida após a morte.

## Repercussão
A morte de Hayes só foi descoberta quando Frayling e os oficiais da corrida vieram parabenizá-lo logo após a vitória. Foi sugerido que o ataque cardíaco fatal pode ter sido causado pelos esforços extremos de Hayes para cumprir os requisitos de peso, possivelmente seguido pela emoção de cavalgar à frente do pelotão. O jornal relatou que ele havia emagrecido de 142 libras para 130 libras em pouco tempo.
Após a descoberta da morte de Hayes, todas as formalidades pós-corrida foram dispensadas pelo Jockey Club, o resultado sendo declarado oficial sem a pesagem habitual. Hayes, vestido com seus trajes coloridos de corrida, foi enterrado três dias depois no cemitério de Holy Cross em Brooklyn, Nova York. O cavalo nunca mais correu. Foi alegado que Sweet Kiss foi apelidado de "Sweet Kiss of Death" pelo resto de sua vida.